# Torneo Sub-20 de la Concacaf 1984
El Torneo Sub-20 de la CONCACAF 1984 se realizó en Trinidad y Tobago y contó con la participación de 16 selecciones juveniles de América del Norte, América Central y el Caribe y el torneo fue la eliminatoria rumbo a la Copa Mundial de Fútbol Sub-20 de 1985.
México venció en la final a Canadá para coronarse campeón del torneo por octava ocasión; y ambas selecciones clasificaron al Mundial de la categoría.

## Participantes
| Región                | Participante(s)                                                                                     |
| --------------------- | --------------------------------------------------------------------------------------------------- |
| Caribe (CFU)          | Barbados Bermudas Cuba Guyana Haití Antillas Neerlandesas Puerto Rico Trinidad y Tobago (anfitrión) |
| Centroamérica (UNCAF) | Costa Rica El Salvador Guatemala Honduras Panamá                                                    |
| Norteamérica (NAFU)   | Canadá México Estados Unidos                                                                        |

## Primera ronda

### Grupo 1
| País        | J | G | E | P | GF | GC | GD | Pts |
| ----------- | - | - | - | - | -- | -- | -- | --- |
| El Salvador | 3 | 2 | 1 | 0 | 3  | 0  | +3 | 5   |
| Canadá      | 3 | 1 | 2 | 0 | 6  | 1  | +5 | 4   |
| Cuba        | 3 | 0 | 2 | 1 | 2  | 4  | –2 | 2   |
| Guatemala   | 3 | 0 | 1 | 2 | 1  | 7  | –6 | 1   |

|  | Canadá      | 5–0 | Guatemala   |
|  | El Salvador | 2–0 | Cuba        |
|  | Guatemala   | 1–1 | Cuba        |
|  | Canadá      | 0–0 | El Salvador |
|  | Cuba        | 1–1 | Canadá      |
|  | El Salvador | 1–0 | Guatemala   |

### Grupo 2
| País           | J | G | E | P | GF | GC | GD | Pts |
| -------------- | - | - | - | - | -- | -- | -- | --- |
| Honduras       | 3 | 3 | 0 | 0 | 6  | 3  | +3 | 6   |
| Estados Unidos | 3 | 2 | 0 | 1 | 7  | 2  | +5 | 4   |
| Bermudas       | 3 | 1 | 0 | 2 | 7  | 7  | 0  | 2   |
| Barbados       | 3 | 0 | 0 | 3 | 3  | 11 | –8 | 0   |

|  | Honduras       | 2–1 | Bermudas       |
|  | Estados Unidos | 3–0 | Barbados       |
|  | Bermudas       | 6–2 | Barbados       |
|  | Honduras       | 2–1 | Estados Unidos |
|  | Estados Unidos | 3–0 | Bermudas       |
|  | Barbados       | 1-2 | Honduras       |

### Grupo 3
| País                  | J | G | E | P | GF | GC | GD | Pts |
| --------------------- | - | - | - | - | -- | -- | -- | --- |
| Trinidad y Tobago     | 3 | 2 | 0 | 1 | 6  | 2  | +4 | 4   |
| Guyana                | 3 | 2 | 0 | 1 | 5  | 4  | +1 | 4   |
| Panamá                | 3 | 2 | 0 | 1 | 4  | 5  | –1 | 4   |
| Antillas Neerlandesas | 3 | 0 | 0 | 3 | 2  | 6  | –4 | 0   |

|  | Panamá                | 2–1 | Antillas Neerlandesas |
|  | Trinidad y Tobago     | 1–2 | Guyana                |
|  | Guyana                | 2–1 | Antillas Neerlandesas |
|  | Trinidad y Tobago     | 3–0 | Panamá                |
|  | Panamá                | 2–1 | Guyana                |
|  | Antillas Neerlandesas | 0-2 | Trinidad y Tobago     |

### Grupo 4
| País        | J | G | E | P | GF | GC | GD  | Pts |
| ----------- | - | - | - | - | -- | -- | --- | --- |
| México      | 3 | 3 | 0 | 0 | 7  | 1  | +6  | 6   |
| Costa Rica  | 3 | 2 | 0 | 1 | 13 | 5  | +8  | 4   |
| Haití       | 3 | 1 | 0 | 2 | 7  | 5  | +2  | 2   |
| Puerto Rico | 3 | 0 | 0 | 3 | 0  | 16 | –16 | 0   |

|  | Haití       | 5–0 | Puerto Rico |
|  | México      | 3–1 | Costa Rica  |
|  | Costa Rica  | 8–0 | Puerto Rico |
|  | México      | 1–0 | Haití       |
|  | Puerto Rico | 0–3 | México      |
|  | Costa Rica  | 4–2 | Haití       |

## Segunda ronda

### Grupo A
| País              | J | G | E | P | GF | GC | GD | Pts |
| ----------------- | - | - | - | - | -- | -- | -- | --- |
| El Salvador       | 3 | 1 | 2 | 0 | 4  | 2  | +2 | 4   |
| Estados Unidos    | 3 | 1 | 2 | 0 | 2  | 1  | +1 | 4   |
| Trinidad y Tobago | 3 | 0 | 2 | 1 | 1  | 2  | –1 | 2   |
| Costa Rica        | 3 | 0 | 2 | 1 | 0  | 2  | –2 | 2   |

|  | El Salvador       | 1–1 | Estados Unidos    |
|  | Costa Rica        | 0–0 | Trinidad y Tobago |
|  | Estados Unidos    | 0–0 | Costa Rica        |
|  | Trinidad y Tobago | 1–1 | El Salvador       |
|  | El Salvador       | 2–0 | Costa Rica        |
|  | Trinidad y Tobago | 0–1 | Estados Unidos    |

### Grupo B
| País     | J | G | E | P | GF | GC | GD | Pts |
| -------- | - | - | - | - | -- | -- | -- | --- |
| México   | 3 | 2 | 1 | 0 | 6  | 1  | +5 | 5   |
| Canadá   | 3 | 2 | 1 | 0 | 5  | 1  | +4 | 5   |
| Honduras | 3 | 1 | 0 | 2 | 2  | 5  | –3 | 2   |
| Guyana   | 3 | 0 | 0 | 3 | 0  | 6  | –6 | 0   |

|  | Canadá   | 2–0 | Honduras |
|  | Guyana   | 0–2 | México   |
|  | Honduras | 2–0 | Guyana   |
|  | México   | 1–1 | Canadá   |
|  | Canadá   | 2–0 | Guyana   |
|  | México   | 3–0 | Honduras |

## Ronda final

### Semifinales
| Equipo 1 | Resultado | Equipo 2       |
| -------- | --------- | -------------- |
| Canadá   | 1-0       | El Salvador    |
| México   | 1-0       | Estados Unidos |

### Tercer lugar
| Equipo 1    | Resultado | Equipo 2       |
| ----------- | --------- | -------------- |
| El Salvador | 4-2       | Estados Unidos |

### Final
| Equipo 1 | Resultado | Equipo 2 |
| -------- | --------- | -------- |
| Canadá   | 1-2       | México   |

## Campeón
| Torneo Sub-20 de la Concacaf 1984 |
| --------------------------------- |
| Bandera de México                 |
| México 8º Título                  |

## Clasificados al Mundial Sub-20
| - México | - Canadá |